# 川西小檗
川西小檗（学名：Berberis tischleri），为小檗科小檗属下的一个植物种。